# Rashad Smith
Rashad „Ringo“ Smith (* 1972 in North Carolina) auch bekannt unter dem Namen Black Jeruz, ist ein US-amerikanischer Hip-Hop-Produzent und Mitglied der Formation G Unit.
Zusammen mit seinem Kollegen Armando Colon bildete er in den 1990er Jahren das Produktionsteam Tumblin’ Dice, welches 1998 das Album Generation EFX für die Gruppe Das EFX produzierte. Im Jahre 2003 produzierte er als Teil des Produzententeams Freakquency das Album Worldwide Underground für die Soul-Sängerin Erykah Badu.
Er arbeitete des Weiteren mit bekannten Musikern wie LL Cool J, Seal, Destiny’s Child, Lauryn Hill, A Tribe Called Quest, Busta Rhymes und 50 Cent zusammen.

## Produktionen (Auswahl)
- 1996: LL Cool J – Doin' It
- 1996: MC Lyte – Cold Rock A Party
- 1996: Busta Rhymes – Woo-Hah!! Got You All In Check
- 1997: Seal – Fly Like An Eagle
- 1998: Das EFX – Generation EFX (Album)
- 2000: 50 Cent ft. Destiny’s Child – Thug Love
- 2003: Erykah Badu – Worldwide Underground (Album)

| Personendaten    | Personendaten                                                         |
| ---------------- | --------------------------------------------------------------------- |
| NAME             | Smith, Rashad                                                         |
| ALTERNATIVNAMEN  | Smith, Ringo (Spitzname); Jeruz, Black                                |
| KURZBESCHREIBUNG | US-amerikanischer Hip-Hop-Produzent und Mitglied der Formation G Unit |
| GEBURTSDATUM     | 1972                                                                  |
| GEBURTSORT       | North Carolina                                                        |